# Habe die Ehre
Habe die Ehre war eine Fernsehsendung des Bayerischen Fernsehens, die zwischen 2014 und 2017 ausgestrahlt wurde. TV-Premiere war am 14. März 2014. Durch die Sendung führten die Kabarettisten Christine Eixenberger und Wolfgang Krebs.
Produziert wurde die Comedy-Talkshow vom Bayerischen Rundfunk in Zusammenarbeit mit der bumm film GmbH von Tommy Krappweis. Regie führte David Gromer. Redaktion BR: Michael Knötzinger.
2015 war Habe die Ehre in der Kategorie „Unterhaltung“ für den Grimme-Preis nominiert.

## Konzept und Aufbau
Im Rahmen der Sendung mussten prominente Personen, die nicht aus Bayern stammen, ihre Bayerntauglichkeit nachweisen. Dazu waren verschiedene Wissens- und Aktionsspiele zu bewältigen. Wolfgang Krebs schlüpfte in jeder Sendung in verschiedene Rollen wie Edmund Stoiber, Joachim Herrmann und Horst Seehofer und bewertete am Ende jeder Folge die Leistungen des Gastes. Bei Bestehen wurde der Reisepass des Kandidaten abgestempelt und er durfte die bayerische Grenze passieren.
Ein festes Element der Sendung waren die Schalten zu Bayern 3-Moderator Bernhard Fleischmann als Außenreporter.

## Gäste
- Staffel 1: Ingolf Lück, Bodo Bach, Esther Schweins, Oliver Wnuk, Ross Antony
- Staffel 2: Bernhard Hoëcker, Hugo Egon Balder, Jens Riewa, Marcel Reif, Hannes Jaenicke, Collien Ulmen-Fernandes
- Staffel 3: Sven Voss, Antoine Monot, Jr., Oliver Beerhenke, Fatih Çevikkollu, Thorsten Havener, Micky Beisenherz
- Staffel 4: Abdelkarim, Dennis Wilms, Fernanda Brandão, Matze Knop, Wigald Boning, Bernd Stelter
- Staffel 5: Hennes Bender, Maddin Schneider, Chris Tall, Sascha Korf, Michael Kessler, Murat Topal, Laura Wontorra
- Staffel 6: Lisa Feller